# Марлиана
Марлиана (итал. Marliana) — коммуна в Италии, располагается в регионе Тоскана, в провинции Пистоя.
Население составляет 3 140 человека (31-5-2019), плотность населения составляет 72,96 чел./км². Занимает площадь 43 км². Почтовый индекс — 51010. Телефонный код — 0572.
Покровителем коммуны почитается святитель Николай Мирликийский, чудотворец, празднование 6 декабря.

## Демография
Динамика населения:

## Администрация коммуны
- Официальный сайт: https://web.archive.org/web/20181130084857/http://www.comune.marliana.pt.it/

## Примечание
1. ↑  Statistiche demografiche ISTAT. demo.istat.it. Дата обращения: 1 декабря 2019. Архивировано 24 июля 2019 года.